# Richard Posner
Richard Allen Posner, rojen 11. januarja 1939 v New Yorku,  je ameriški pravnik, filozof in ekonomist, pri The Journal of Legal Studies pa so ga označil za najbolj citiranega pravnega učenjaka 20. stoletja. Znan je po svojem znanstvenem delovanju in pisanju o temah izven svojega primarnega področja, prava. V svojih spisih in knjigah se je med drugim ukvarjal tudi s tematiko pravic živali, feminizma, prepovedjo drog, istospolnimi porokami, keynesovsko ekonomijo in moralno filozofijo.
Poročen je s Charlene Horn. Skupaj imata dva sinova, Kennetha in Erica ter tri vnuke.

## Študij
Leta 1959 je diplomiral na fakulteti Yale, kjer je bil v prvem letniku izbran za člana Phi Beta Kappa. Leta 1962 pa je diplomiral še na Pravni fakulteti na Harvardu. Tam je bil predsednik Harvard Law Review.

## Delo
V svojem življenju se je do sedaj znašel že na veliko vplivnih položajih. Sprva je v Washingtonu več let delal kot pomočnik in svetovalec  pomembnim osebam (Johnu F. Kennedyju, Lyndonu B. Johnsonu, Williamu J. Brennu, Thurgoodu Marshallu (svetovalec predsednika Johnsona). Leta 1968 je bil zaposlen kot izredni profesor prava na Stanfordu. Leto kasneje pa je postal redni profesor prava na Univerzi v Chicagu, kjer je poučeval do leta 1981. Prav tako se je ukvarjal z zasebnim svetovanjem in bil od leta 1977 do 1981 prvi predsednik družbe Lexecon Inc., sestavljene iz odvetnikov in ekonomistov. Družba se ukvarja z ekonomskimi in pravnimi raziskavami ter podporo pri protimonopolnih pravilih, vrednostnih papirjih in drugih pravnih sporih. Z Orleyjem Ashenfelterom sta ustanovila American Law and Economics Review, revijo o pravu in ekonomiji. Od leta 1993 do leta 2000 je bil glavni sodnik Pritožbenega sodišča v ZDA. V vsem tem času pa je napisal številne knjige in članke. Veliko je sodeloval z ekonomistom Williamom Landesom, ki v glavnem preučuje uporabo ekonomije v pravu. Posner je pozval k pomembnim reformam na področju protimonopolne politike. Razvijal je teorijo o gospodarski učinkovitosti prava - maksimizaciji premoženja, kot cilju pravne in socialne politike.  Razširil je ekonomsko analizo prava na nova področja - družinsko pravo, primitivno pravo, rasno diskriminacijo, sodno prakso in zasebnost. Ustanovil je Journal of Legal Studies, tako spodbujal ekonomske analize prava in bil raziskovalni sodelavec Nacionalnega urada za ekonomska raziskovanja. 
Njegove teorije so prevedene večinoma v francoščino, nemščino, italijanščino, španščino, kitajščino, japonščino, korejščino in grščino.

### Posnerjevi pogledi na različne teme
Posner je napisal več mnenj, ki so bila v skladu z njegovo naklonjenostjo do pravice do splava.
Posner zavrača koncept pravic živali (nasprotuje P. Singerju). Priznava filozofsko moč argumentov za pravice živali, vendar trdi, da človeška intuicija o najpomembnejši vrednosti človeškega življenja onemogoča prilagoditev etike pravic živali. Trdi  tudi, da so pravice živali v nasprotju z moralno pomembnostjo človeštva in da empatija za bolečino in trpljenje živali ne nadomešča napredujoče družbe.
Skupaj z Robertom Borkom je Posner pomagal oblikovati protimonopolne spremembe v politiki sedemdesetih let s svojo idejo, da so protimonopolni zakoni v šestdesetih letih dejansko zvišali cene za potrošnika, nižje cene pa je obravnaval kot bistveni končni cilj vsake protimonopolne politike. 
V pogovoru na Elmhurst College leta 2012 je Posner povedal: "Mislim, da ne bi smeli imeti takšnih zakonov o drogah, kot jih imamo. Mislim, da je res absurdno, če kriminaliziramo posedovanje, uporabo ali distribucijo marihuane." 
Posner je podal svoje mnenje in  izrazil zaskrbljenost  glede  zaščite avtorskih pravic, ki je lahko pretirana. Trdi, da je treba stroške procesa izumitve  primerjati s stroški kopiranja in tako določiti zaščito za izumitelja. Ko je zaščita preveč močna v korist izumitelja, se tržna učinkovitost zmanjša.
Posner je v zvezi s prisluškovanjem podal svoje mnenje. Ne zdi se mu prav, da bi ljudje snemali kogarkoli  brez soglasja tudi v primeru, da bi šlo za dejanja, ki se odvijajo na javnih mestih. v takem primeru bi se mediji in ostali ljudje še bolj ukvarjali z zasebnimi stvarmi ostali ljudi, kar pa se mu ne zdi prav.
Posnerjevi pogledi na javni  izobraževalni sistem  temeljijo na njegovem mnenju, da se skupine učencev razlikujejo po intelektualnih sposobnostih.  Zato se mu ne zdi smiselno uvesti notnega izobraževalnega programa za vse šole. Njegov pogled na to izhaja iz tega, da naj bi ljudje, različni po rasi oziroma narodnosti, imeli v povprečju različne vrednosti  inteligenčnega kvocienta.
Septembra 2014 je Posner podal svoje mnenje v povezavi  s prepovedjo istospolnih porok v Wisconsinu in Indiani. Pravi, da je prepoved  istospolnih zakonov hkrati  tradicija sovraštva  in diskriminacija. To ponazori tudi s primerom, da je bila včasih tradicija, da se temnopolti in svetlopolti niso poročali, a ta tradicija sedaj ni več aktualna v današnjem času.

## Trenutno udejstvovanje
Posner je član ameriškega pravnega inštituta, društva Mont Pelerin in združenja Century. Je tudi član Ameriške akademije znanosti in umetnosti, častni sodnik Notranjega templja in pripadnik Britanske Akademije ter častni član Odvetniške zbornice za delo in zaposlovanje.  Prisoten je v uredniškem odboru Evropskega ekonomsko-pravnega in gospodarskega sveta ter je svetovalec Ameriške knjižnice in član ameriškega gospodarskega združenja pa tudi Ameriškega združenja za pravo in ekonomijo (predsednik tega je bil v letih 1995 - 1996). Leta 1998 je bil častni predsednik Bentham kluba (Bentham Club) Univerze v Londonu.
Posner je prejel  veliko častnih priznanj številnih univerz:
- na Univerzi v Sirakuzi (leta 1986)
- na Univerzi Duquesne (leta 1987)
- na Univerzi Georgetown (leta 1993)
- na univerzi v Gentu (leta 1995)
- na Univerzi Yale (leta 1996)
- na Univerzi v Pennsylvaniji (leta 1997)

Leta 1994 je prejel nagrado pravnega sklada Thomas Jefferson Memorial Foundation na Univerzi v Virginiji. 
Leta 1998 pa je bil nagrajen z medaljo Marshall-Wythe pravne šole William & Mary Law School. 
- Economic Analysis of Law  (1973 – 1. izdaja)
- The Economics of Justice (1981)
- Law and Literature: A Misunderstood Relation (1988)
- The Problems of Jurisprudence (1900)
- Cardozo: A Study in Reputation (1900)
- Sex and Reason (1992)
- Overcoming Law (1995)
- Aging and Old Age (1995)
- The Federal Courts: Challenge and Reform (1996 – 2. izdaja)
- Law and Legal Theory in England and America (1996)
- Law and Literature (1998 – razširjena izdaja)
- The Problematics of Moral and Legal Theory (1999)
- An Affair of State: The Investigation, Impeachment, and Trial of President Clinton (1999)
- Frontiers of Legal Theory (2001)
- Antitrust Law (2001 – 2. izdaja)
- Breaking the Deadlock: The 2000 Presidential Election and the Courts (2001)
- Public Intellectuals: A Study of Decline (2002)
- Law, Pragmatism and Democracy (2003)
- The Economic Structure of Intellectual Property Law (z William M. Landes) (2003)
- Catastrophe: Risk and Response (2004)
- Preventing Surprise Attacks: Intelligence Reform in the Wake of 9/11 (2005)
- Uncertain Shield: The U.S. Intelligence System in the Throes of Reform (2006)
- Not a Suicide Pact: The Constitution in a Time of National Emergency (2006)
- The Little Book of Plagiarism (2007)
- Economic Analysis of Law (2007 – 7. izdaja)
- Countering Terrorism: Blurred Focus, Halting Steps (2007)
- How Judges Think (2008)
- Law and Literature (2009 – 3. izdaja)
- A Failure of Capitalism: The Crisis of '08 and the Descent into Depression (2009)
- How Judges Think (2010)
- The Crisis of Capitalist Democracy (2010)
- Economic Analysis of Law (2010 – 8. izdaja)
- Reflections on Judging (2013)
- Economic Analysis of Law (2014 – 9. izdaja)
- Divergent Paths: The Academy and the Judiciary (2016)
- The Federal Judiciary: Strengths and Weaknesses (2017)

## Prevodi v slovenščino
- Posner, R. A. 2003. Pravo in literatura. Ljubljana: Cankarjeva založba.

- A Literary Saloon and Site of Review: Richard Posner at the complete review. 2017. The Complete Review. (internet). (citirano 25. 11. 2018). Dostopno na naslovu: http://www.complete-review.com/authors/posner.htm.
- Chicago school of economics. 2018. Encyclopedia Britannica. (internet). (citirano 29. 11. 2018). Dostopno na naslovu: https://www.britannica.com/topic/Chicago-school-of-economics.
- Posner, R. A. 2003. Pravo in literatura. Ljubljana: Cankarjeva založba.
- Posner, Richard Allen. Federal Judicial Center. (internet). (citirano 29. 11. 2018). Dostopno na naslovu: https://www.fjc.gov/node/1386511.
- Richard A. Posner. 2018. The University of Chicago. (internet). (citirano 26. 11. 2018). Dostopno na naslovu: https://www.law.uchicago.edu/faculty/posner-r.
- The Provocative Life of Judge Richard Posner. 7. 10.2016. The New York Times. (internet). (citirano 25. 11. 2018). Dostopno na naslovu: https://www.nytimes.com/search?query=Posner%252C+Richard+A.